# Brontispa castaneipennis
Brontispa castaneipennis là một loài bọ cánh cứng trong họ Chrysomelidae. Loài này được Chûjô miêu tả khoa học năm 1937.